# Sericostoma bergeri
Sericostoma bergeri là một loài Trichoptera trong họ Sericostomatidae. Chúng phân bố ở miền Cổ bắc.